# ファラデーカップ

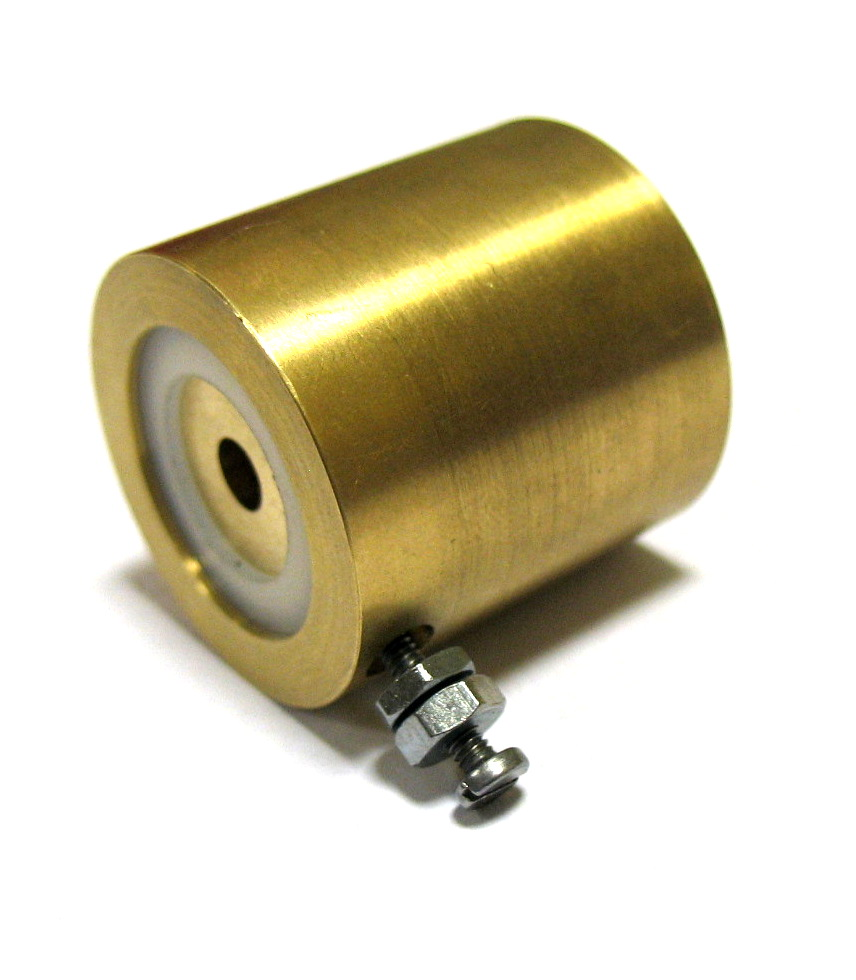
Faraday cup with an electron-supressor plate in front

ファラデーカップ (Faraday cup) は、金属製（導電性）のカップで、帯電した粒子を真空中で捕捉する装置である。荷電粒子や電子を検出する時に使用される。
ファラデーカップは1830年、イオンについて理論づけたマイケル・ファラデーに因んで名づけられた。
宇宙探査機などに搭載されている。

## 作動原理
イオンや電子などの電荷を持った荷電粒子が金属に当たると、金属には電荷がたまる。この時、金属に電流計をつないでおくと、電流計には入射した荷電粒子の数に応じた電流が流れる。この金属の事をファラデーカップと呼ぶ。ファラデーカップは真空内も含めた電気回路の一部といえ、真空中では荷電粒子が電荷を運び、ファラデーカップから電流計などの導線部分では導線内の電子が電荷を運んでいる。電流は単位時間あたりに回路内を移動する電子の数を表しており、ファラデーカップに流れ込む電流を測る事で、ファラデーカップに入射した荷電粒子の単位時間あたりの数Nを決定できる。連続的な1価イオンのイオンビームの場合、以下の式でNは表される。
{\displaystyle N={\frac {I}{e}}}
ここで，I は観測された電流値（アンペア）、eは電気素量（約 1.60 × 10−19 C）である。測定された電流値が1ナノアンペア (10−9 A) であった場合，1秒あたり約60億個のイオンがファラデーカップに入射したことになる。
ファラデーカップは電子増倍管の様な1個の荷電粒子に対して敏感な検出器ではないが，入射する荷電粒子の数と電流値の関係が直接的であるため，精度の面で高く評価されている．

## 関連
- 電子増倍管
- マイクロチャンネルプレート
- ダーリー検出器
- ファラデーカップ電流計
- ファラデーケージ
- ファラデー定数